# Хангарьд
«Ха́нгарьд» — монгольский футбольный клуб из Эрдэнэта, основанный в 1996 году. Выступает в высшей лиге Монголии.

## Стадион
«Хангарьд» играет на стадионе «Спорткомплекс предприятия Эрдэнэт». Поле стадиона имеет длину 105 метров и ширину 68 метров. Вместимость трибун 3 000 человек. Поле имеет искусственное покрытие. Стадион был построен во время Монгольской Народной республики, отреставрирован и перестроен в 2000 году и заново открыт в 2003 году. Стадион и комбинат Эрдэнэт строился по советской технологии с помощью советских специалистов.
До 1990 года спортивный центр назывался Олимпийский стадион «Эрденэт». Стадион располагается в юго-западной части Эрдэнэта, недалеко от него находится парк развлечений с колесом обозрения и горнолыжный курорт. Раньше рядом со стадионом располагался небольшой футбольный стадион, в связи с перестройкой стадиона был уничтожен. «Эрденэт» является вторым по вместимости и самым современным стадионом Монголии.
Стадион оснащен только одной трибуной в своей левой части. Рядом со стадионом расположена дополнительная спортивная площадка. Над входом в стадион располагается надпись Sport Altius Fortius Citius.

## Достижения
- Чемпионат Монголии по футболу
  - Чемпион (4) — 2001, 2003, 2004, 2010

- Кубок Монголии по футболу
  - Победитель (6) — 2002, 2003, 2004, 2007, 2013, 2016